# Théodore Humann
Pour les articles homonymes, voir Humann.
Louis-Joseph-Théodore Humann (8 juin 1803 à Petit-Landau - 15 mai 1873 à Paris), est un homme politique français.

## Biographie
Fils du ministre Georges Humann, il entra dans les finances sous les auspices de son père et fut, sous Louis-Philippe, receveur général du Bas-Rhin. 
Gendre de Florent Saglio, il est le beau-père d'Alphonse Saglio, de Henri Couderc de Saint-Chamant et d'Émile Keller. 
Le 1er août 1846, il brigua les suffrages des électeurs du 1er collège de ce département (Strasbourg) et fut élu député. Assis au 9e banc du centre gauche, il vota avec le gouvernement jusqu'à la révolution de février.
La révolution de février 1848 mit fin à la carrière parlementaire de Théodore Humann, qui, nommé plus tard (1870) maire de Strasbourg, exerça ces fonctions au moment du siège de cette ville lors de la guerre franco-allemande de 1870. Au début de la guerre, il a refusé la sécurisation des collections du Temple-neuf en rétorquant "Allez vous faire foutre avec vos vieux bouquins!" au conservateur. 300 000 livres des collections furent détruites par les bombardements du siège, dont des livres uniques et rares.